# منطقة أودوبي
أودوبي رمزها «UD» (بالإنجليزية: Udupi)‏ ، هو تقسيم إداري لدولة الهند تتبع ولاية كارناتاكا (بالإنجليزية: Karnataka)‏ ، مركزها هو مدينة أودوبي (بالإنجليزية: Udupi)‏ عدد سكانها حسب تعداد سنة 2001 هو 1,109,494 ، مساحتها 3,879 كم² وكثافة السكان 286 لكل كم² .